# Harvest Records
Harvest Records — звукозаписывающий лейбл, созданный EMI в 1969 году для продвижения прогрессивной рок-музыки. Руководили лейблом Малколм Джонс и Норман Смит. В США продукция лейбла распространялась дочерней компанией EMI, Capitol Records. Лейбл выпускал записи таких групп, как Deep Purple, Pink Floyd, The Move, Electric Light Orchestra и Little River Band. С началом становления постпанка, в виде появления рок-групп Wire, The Saints и The Banned в 70-х годах, специализация лейбла немного изменилась. Представители новой волны (new wave) Томас Долби и Duran Duran также выпускали свои дебютные альбомы на этом лейбле. Наконец, британская хэви-метал группа Iron Maiden выпустила три своих первых альбома под лейблом Harvest Records совместно с Capitol Records в США.
После выпуска альбома The Final Cut группы Pink Floyd в 1983 году лейбл Harvest был использован лишь в нескольких релизах:
- 1994 сборник из трёх LP «Timothys monster» норвежской группы Motorpsycho
- 1998 группа Dark Star (бывшие Levitation)
- 1999 сборник «Harvest Festival» на 5 CD
- 2001 сборник лучших песен Сида Барретта «Wouldn’t You Miss Me»
- 2005 альбом Патрика Даффа (Patrick Duff) «Luxury Problems»
- 2005 альбом группы The Amorphous Androgynous (проект группы FSOL) «Alice In Ultraworld»
- 2005 обновлённая и расширенная версия альбома группы The Move «Message From The Country» 1971 года
- 2006 сборник «It Wasn’t My Idea To Dance-A Harvest Sampler»

Harvest Records больше не функционирует как обычная звукозаписывающая компания, однако торговая марка Harvest время от времени используется компанией EMI Group, когда музыка исполнителя или группы соответствует стилистике выпускавшихся лейблом записей.